# Lupus eritematoso en el embarazo
Para mujeres con Lupus Eritematoso Sistémico (LES), el embarazo puede representar muchos retos particulares tanto para la madre como para el niño. 
Mientras más niños nacen sanos de mujeres que tienen LES, las madres con LES como una enfermedad presente en el embarazo deben seguir bajo supervisión médica hasta el momento del parto. En general, las mujeres con LES y, además, hipertensión, proteinuria, y azotemia tienen un riesgo extra de tener complicaciones en el embarazo. El embarazo en mujeres con LES que recibieron un trasplante de riñón es similar de aquellas que recibieron el trasplante sin LES.
Las mujeres embarazadas que saben que tienen anti-Ro (SSA) o anticuerpos anti-La (SSB) normalmente se hacen ecocardiogramas durante la semana 16 a 30 de embarazo para monitorear la salud del corazón y la vasculatura cincundante.
La Anticoncepción y otras formas fiables de prevención del embarazo son recomendadas rutinariamente a las mujeres con LES, ya que quedar embarazada mientras la enfermedad esta activa puede ser perjudicial. La Nefritis lúpica es la manifestación más común.
De los nacimientos, aproximadamente un tercio son prematuros.

## Aborto
El LES causa un aumento en la tasa de muerte fetal dentro del útero y aborto espontáneo (aborto). La tasa de natalidad en pacientes con LES se ha estimado en un 72%.  Resulta parecer que el embarazo es peor en mujeres con LES cuando la enfermedad se reaviva mientras están embarazadas.
Los abortos en el primer trimestre aparecen sin causa aparente o pueden estar asociados con signos de LES activo. Las pérdidas más tarde se producen principalmente debido al síndrome antifosfolípidos, pese al tratamiento con heparina y aspirina. A todas las mujeres con lupus, incluso sin abortos previos, se les recomienda hacer estudios de anticuerpos antifosfolípidos, así como el anticoagulante lúpico (el RVVT y sensitivo PTT son los más seleccionados) y anticuerpos anticardiolipinas.

## Lupus Neonatal
El lupus neonatal es la presencia de síntomas de LES en un infante nacido de una madre con LES, comúnmente se presenta con erupción parecida al lupus eritematoso discoide, y algunas veces con anomalías sistémicas como bloqueo cardiaco o hepatosplenomegalia. El lupus neonatal es normalmente benigno y auto-limitado. La identificación de madres con mayores riesgos de complicación permite dar inicio a un tratamiento antes o después del parto. También, el LES puede avivarse durante el embarazo, y un tratamiento apropiado puede mantener la salud de la mamá por más tiempo.

## Agravación de LES
La agravación (o exacerbación) de LES se ha estimado que ocurre en un 20-30% de embarazos donde la mujer tiene LES. El incremento en la actividad del LES se espera durante el embarazo por el aumento de los niveles de estrógenos, prolactina, y seguramente citocina. Sin embargo, un largo tiempo de remisión antes del embarazo, reduce el riesgo de agravamiento, con una incidencia de 7-33% en mujeres que han estado en remisión por lo menos 6 meses, y una incidencia de 61-67% en mujeres que tienen LES activo al momento de la concepción.
La enfermedad renal en crisis es la forma más común en que se presenta una agravación de LES durante el embarazo, y se ve igualmente en la población europea y estadounidense. La Serositis con derrame pleural y derrame pericárdico se ven en más del 10% de estos pacientes.
Por otro lado, la activación de LES durante el embarazo no es muy común y normalmente es fácil de tratar. Los síntomas más comunes de esta actividad incluyen artritis, erupciónes, y fatiga.
Asimismo, en el puerperio, pueden existir intensificaciones de LES debido a la reducción de esteroides antinflamatorios o niveles de cambio elevados de prolactina, estrógenos y progesterona.
En el diagnóstico de agravación de LES en el embarazo, es necesario hacer un diagnóstico diferencial de la relación de LES con las complicaciones en el embarazo que pueden aparecer de forma similar. Por ejemplo, el melasma puede aparecer como un eritema malar de LES, la proteinuria a partir de una preeclamsia puede parecer una nefritis lúpica, la trombocitopenia del síndrome HELLP puede aparecer como LES, y el edema de las articulaciones relacionado con el embarazo puede parecer artritis de LES.

## Medidas preventivas generales
Continuar con glucocorticoides con la menor dosis efectiva y/o uso cuidadoso de azatioprina pueden ser preferentes en algunas pacientes, pero necesitan ser analizadas contra cualquier potencial de efecto adverso de estos medicamentos.